# Palazzo Correggio
Palazzo Correggio è un palazzo di Venezia, ubicato nel sestiere di Santa Croce ed affacciato sul lato destro del Canal Grande, tra Palazzo Donà e Ca' Corner della Regina, vicino a Ca' Pesaro.

## Storia

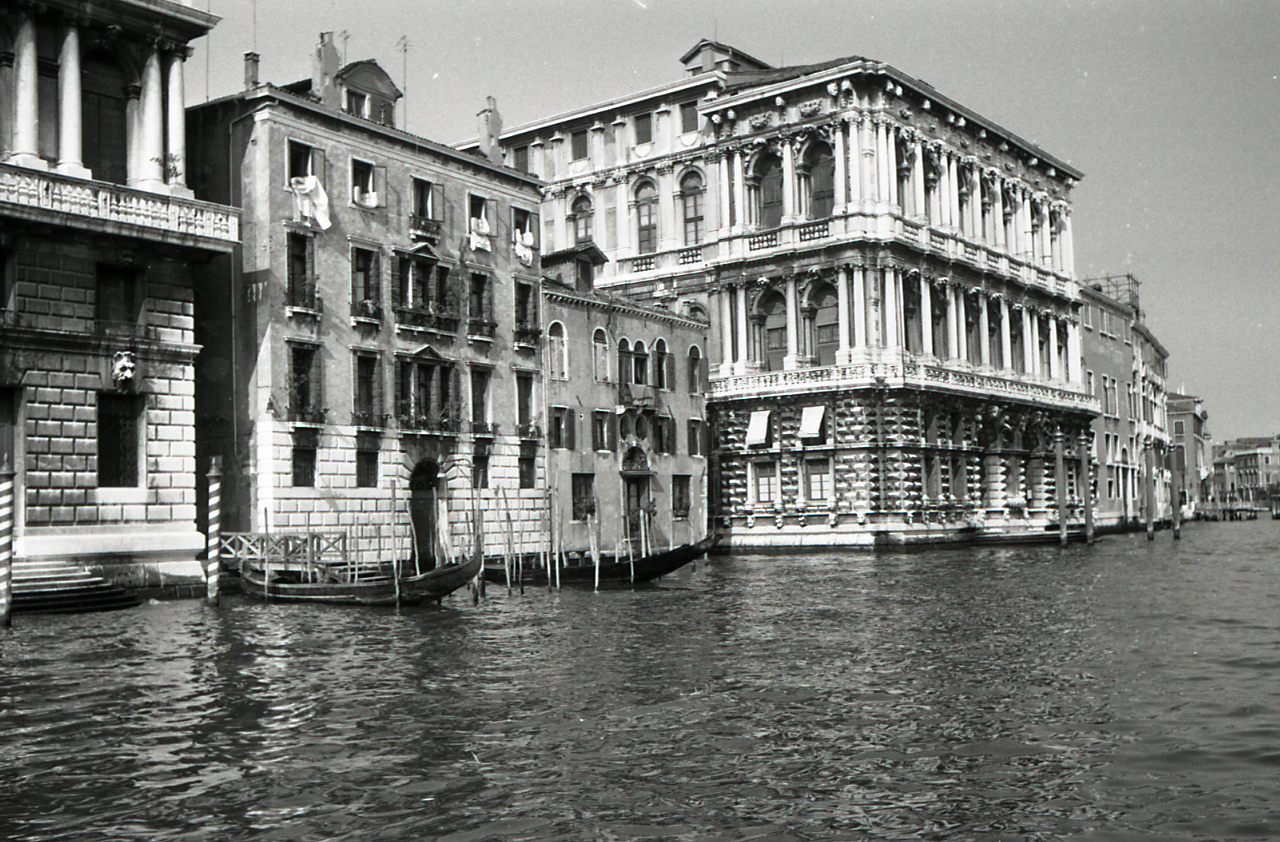
Il palazzo visto dal Canal Grande nel 1966 in una foto di Paolo Monti. A fianco Ca' Pesaro.

Edificato nel corso del XVIII secolo, fu progettato da un allievo dell'architetto Andrea Tirali e costruito dove sorgeva un edificio cinquecentesco di proprietà di Orazio Correggio. Questo ramo della famiglia Correggio si estinse con Zandonà Correggio, suicidatosi il 25 giugno 1738 a causa di problemi economici.

## Architettura
Il fronte dell'edificio è lineare e piuttosto elegante, complessivamente non molto appariscente. Il piano a terra, con portale ad acqua centrale, è decorato con bugnato, mentre i piani superiori presentano finestre semplici, tra le quali spiccano le due trifore centrali con trabeazione e timpano.